# François Grin
François Grin (* 14. September 1959) ist ein Schweizer Wirtschaftswissenschaftler. Eines seiner Forschungsgebiete ist die Ökonomie der sprachlichen Kommunikation.

## Leben
Grin hat an der Universität von Genf Wirtschaftswissenschaften studiert und dort 1989 summa cum laude promoviert. Anschließend hat er an der Universität Montreal und der Universität von Washington in Seattle unterrichtet, wurde Assistenzprofessor (maître-assistant) an der Universität von Genf und stellvertretender Direktor des Europäischen Minderheitenzentrums in Flensburg. Seit 2001 ist er Gastprofessor der Universität der italienischen Schweiz, seit 2003 außerdem Professor der Universität von Genf.
In seinen Forschungsarbeiten hat er sich unter anderem mit der sprachlichen Situation in der amtlich viersprachigen Schweiz sowie in der Europäischen Union beschäftigt und deren wirtschaftliche Konsequenzen untersucht. In einem ausführlichen Bericht (L'enseignement des langues comme politique publique, Die Sprachausbildung als eine öffentliche Politik – im französischsprachigen Raum kurz rapport Grin benannt) stellt er eine Theorie auf, nach der durch die Einführung der Kunstsprache Esperanto 25 Milliarden Euro jährlich gespart werden könnten. Einer seiner Vorschläge ist die Einführung einer Sprachsteuer, die wirtschaftliche Nachteile von Ländern mit unterprivilegierten Sprachen kompensieren soll.
Grin hat sich auch eingehend mit der Situation der kalmückischen Sprache in der Sowjetunion bzw. in Russland beschäftigt.